# Ken Griffey Jr.
George Kenneth "Ken" Griffey Jr. (nascido em 21 de novembro de 1969) apelidado de "Junior" e "The Kid", é um ex´jogador profissional de beisebol que atuou como campista central e cuja carreira durou 22 anos na Major League Baseball (MLB). Passou a maior parte de sua carreira com o Seattle Mariners e o Cincinnati Reds, assim como uma breve passagem com o Chicago White Sox. Foi convocado 13 vezes para o  All-Star Game. Griffey é um dos mais prolíficos rebatedores de home runs na história do beisebol; seus 630 home runs o colocam em sexto na  lista de líderes em home runs da MLB. Griffey era também um defensor excepcional e ganhou 10 Gold Glove Award como campista central. Está empatado com o maior número de jogos consecutivos rebatendo home runs (8 jogos, com Don Mattingly e Dale Long).
Ele é filho do ex-jogador da MLB Ken Griffey Sr.

## Filmes e televisão
| Ano  | Título | Papel       | Notas                                       |
| ---- | --- | ----------- | ------------------------------------------- |
| 1991 | Harry and the Hendersons                                                                                              | Ele próprio | Episódio: "The Father-Son Game"             |
| 1992 | The Simpsons | Ele próprio | Episódio: "Homer at the Bat"                |
| 1994 | The Fresh Prince of Bel-Air                                                                                           | Ele próprio | Episódio: "Love Hurts"                      |
| 1994 | Little Big League | Ele próprio | Com o "Seattle Mariners"                    |
| 2001 | Summer Catch | Ele próprio | Com o "Cincinnati Reds"                     |
| 2015 | "Downtown" vídeo musical com Macklemore & Ryan Lewis apresentado Eric Nally, Melle Mel, Kool Moe Dee, Grandmaster Caz | Ele próprio | Venceu como Melhor Vídeo no MTV EMA's 2015. |

## Jogos eletrônicos
Ken Griffey Jr. deu seu nome para quatro jogos eletrônicos de beisebol, todos eles publicados pela Nintendo. O primeiro Ken Griffey Jr. Presents Major League Baseball lançado em 1994, o segundo Ken Griffey Jr.'s Winning Run em 1996, ambos para o console Super Nintendo. Em 1998 foi lançado o Major League Baseball Featuring Ken Griffey Jr. para Nintendo 64 e em 1999 o Ken Griffey Jr.'s Slugfest para Nintendo 64 e Game Boy Color.